# Nowa Sarzyna (gmina)
Nowa Sarzyna (daw. gmina Ruda Łańcucka) – gmina miejsko-wiejska w województwie podkarpackim, w powiecie leżajskim. W latach 1975–1998 gmina położona była w województwie rzeszowskim.
Siedziba gminy to Nowa Sarzyna.
Według danych z 30 czerwca 2007 gminę zamieszkiwało 22 100 osób.

## Struktura powierzchni
Według danych z roku 2002 gmina Nowa Sarzyna ma obszar 144,55 km², w tym:
- użytki rolne: 57%
- użytki leśne: 32%

Gmina stanowi 24,79% powierzchni powiatu.

## Demografia

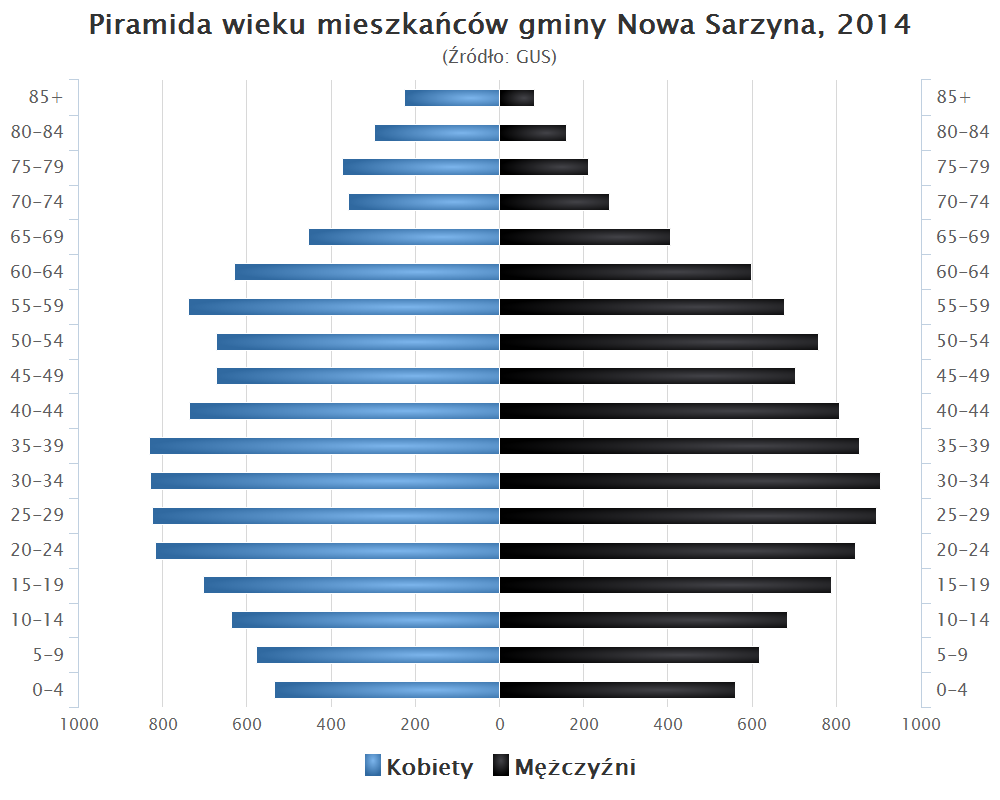
Piramida wieku mieszkańców gminy Nowa Sarzyna w 2014 roku

Dane z 30 czerwca 2004:
| Opis                              | Ogółem | Ogółem | Kobiety | Kobiety | Mężczyźni | Mężczyźni |
| --------------------------------- | ------ | ------ | ------- | ------- | --------- | --------- |
| jednostka                         | osób   | %      | osób    | %       | osób      | %         |
| populacja                         | 22 100 | 100    | 10 878  | 50,5    | 10 671    | 49,5      |
| gęstość zaludnienia (mieszk./km²) | 149,1  | 149,1  | 75,3    | 75,3    | 73,8      | 73,8      |

## Sołectwa
Jelna, Judaszówka, Łętownia, Łętownia-Gościniec, Łukowa, Majdan, Ruda Łańcucka, Sarzyna, Tarnogóra, Wola Zarczycka, Wólka Łętowska.

## Sąsiednie gminy
Jeżowe, Kamień, Krzeszów, Leżajsk, Leżajsk - miasto, Rudnik nad Sanem, Sokołów Małopolski